# هانس شوارتسنباخ
هانس شوارتسنباخ (انگلیسی: Hans Schwarzenbach؛ ۲۴ مه ۱۹۱۳ – ۱۸ سپتامبر ۱۹۹۳) ورزشکار اهل سوئیس بود.
وی در مسابقات کشوری و بین‌المللی در مجموع برندهٔ ۱ مدال طلا، ۱ مدال نقره، ۱ مدال برنز شده‌است.